# Štědrá (tvrz)
Štědrá je zaniklá tvrz ve stejnojmenné vesnici v okrese Karlovy Vary. Dochovalo se z ní rozsáhlé tvrziště obehnané příkopy. Ačkoliv bývá lokalita tradičně považována za tvrz, zařadil ji Tomáš Durdík mezi hrady. Od roku 1964 jsou zbytky tvrze chráněny jako kulturní památka.

## Historie
První písemná zmínka o vesnici pochází z roku 1239, kdy jsou uváděni Vít a Vícemil ze Štědré. Dalším známým majitelem byl Heřman ze Štědré, který roku 1321 prodal část svého majetku chotěšovskému klášteru. Poté se odstěhoval do Zhořce a vesnice zůstala jeho příbuznému Přibyslavovi, který patřil ke služebníkům krále Jana Lucemburského a mezi organizátory kolonizace okolní krajiny. Jeho potomkem byl snad Setěch, který zemřel v roce 1354. Ve stejné době byl založen sousední Štědrý hrádek. Štědrou okolo roku 1360 vlastnili Litold, Fridrich a Heřman, ale brzy poté ji spolu se Štědrým hrádkem a Borkem koupili Boršové z Rýzmburka. Centrem nového panství se stal Štědrý hrádek, a sídlo ve Štědré zaniklo.

## Stavební podoba
Staveništěm tvrze se stal nepříliš vhodný táhlý svah. Dochované tvrziště má obdélný půdorys s rozměry 65 × 90 metrů. Ze tří stran ho obklopuje příkop a částečně zachovalý vnější val.

## Přístup
Nepřístupné tvrziště se nachází na soukromých zahradách za domem čp. 21.